# Universidade Estatal de São Petersburgo

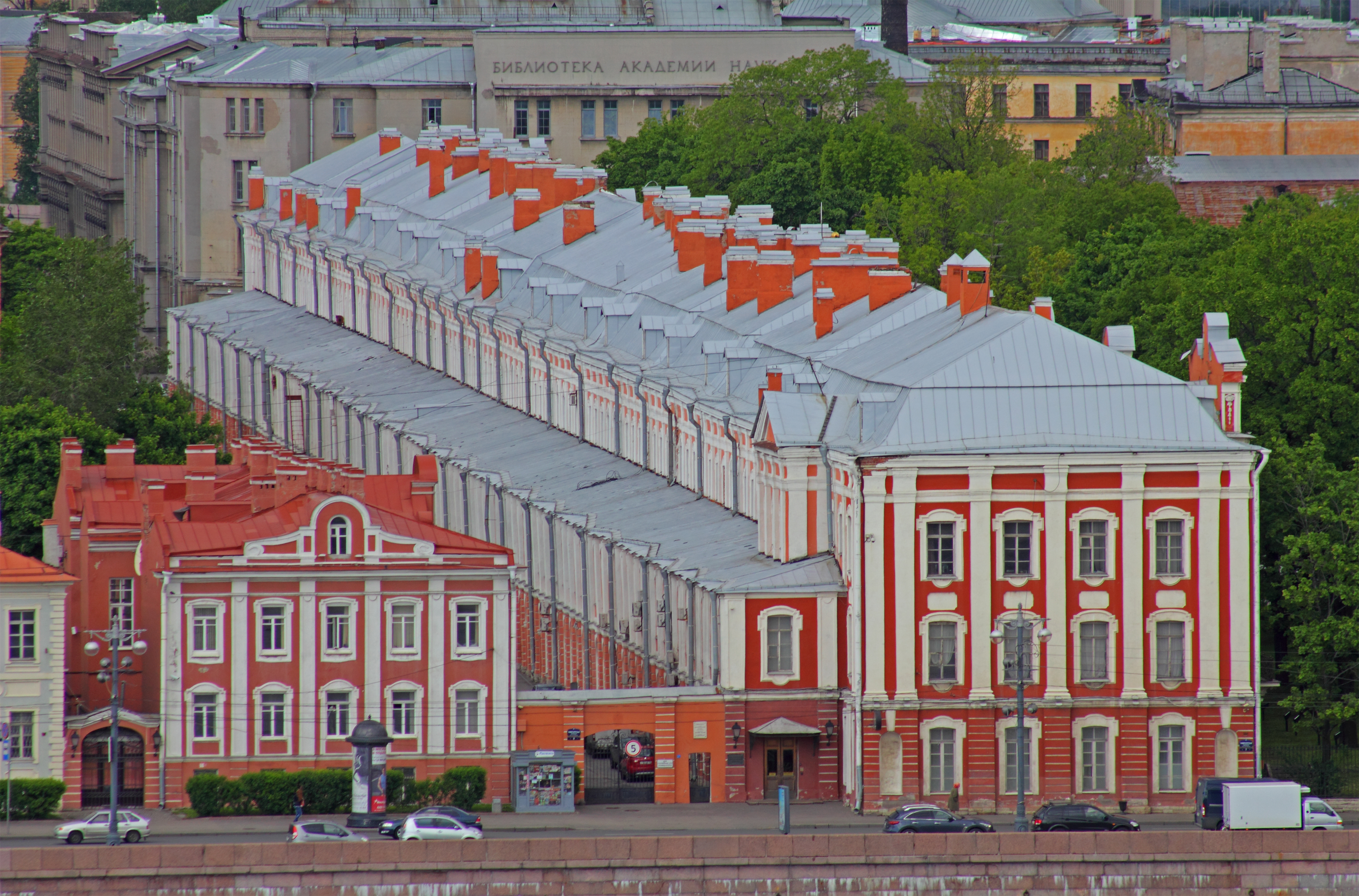
Edifício da Estatal de S. Petersburgo, no Cais Universitário.

A Universidade Estatal de São Petersburgo (Санкт-Петербургский государственный университет) é uma das instituições mais antigas de ensino na Rússia, situada na cidade de São Petersburgo. Até 1924, a Universidade também era conhecida como Universidade de Petersburgo, Universidade de Petrogrado e Universidade de São Petersburgo. De 1924 a 1948, e novamente entre 1989 e 1991, a universidade foi chamada Universidade Estatal de Leningrado, nome pelo qual ficou mundialmente conhecida, e de 22 de outubro de 1948 a 13 de janeiro de 1989 ela foi chamada chamada Universidade Estatal A. A. Zhdanov. O prédio principal da Universidade é localizado no Cais Universitário, já que a cidade de São Petersburgo tem por tradição nomear suas vias com base nos edifícios que fazem parte delas. E também na mesma, foi formado o 4º e atual presidente da Rússia, Vladimir Putin.
A Universidade Estatal de São Petersburgo possui hoje cerca de 32.000 alunos, matriculados em aproximadamente 323 especialidades em 20 faculdades. Possui uma equipe de 14.000 colaboradores, incluindo 6.000 professores (1.000 Doutores em Ciências, mais de 2.000 Candidatos às Ciências e 42 Acadêmicos de Academias Científicas Estatais), que representam 289 Departamentos Acadêmicos.
Atualmente, a Universidade Estatal de São Petersburgo é um dos maiores centros de ciência, educação e cultura de reputação internacional na Rússia. A instituição tem acordos de cooperação científica com mais de 25 universidades em países estrangeiros , com destaque para a Universidade de Cambridge (Reino Unido), Universidade de Bolonha (Itália), a Universidade Livre de Berlim e a Universidade de Hamburgo (Alemanha), Universidade de Osaka (Japão), dentre outras.

## Ex-alunos ilustres
- Aleksandr Prokhorov foi laureado com o Nobel de Física de 1964.[6]
- Alexander Kerensky, primeiro-ministro da Rússia.[7]
- Lev Landau foi laureado com o Nobel de Física de 1962.
- Alexander Stepanovich Popov, inventor da antena.
- Aleksandr Lyapunov foi um matemático e físico russo. Desenvolveu a teoria da estabilidade de sistemas dinâmicos.
- Andrei Markov, matemático russo, lembrado pelo seu estudo de cadeias de Markov.
- Efim Zelmanov, matemático russo ganhador da medalha Fields de 1994.
- Grigori Perelman, matemático russo ganhador da medalha Fields de 2006.
- Leonid Kantorovich, matemático russo. Foi laureado com o Prêmio de Ciências Económicas 1975. Foi um dos pioneiros da técnica de programação linear.[8]
- Lenin, chefe de governo da Rússia Soviética.
- Sergei Sobolev, matemático russo. Criou o espaço de Sobolev.[9]
- Vladimir Putin, presidente da Rússia.[10]
- Dmitri Medvedev foi o 3º presidente da Rússia.[11]
- Dmitri Mendeleev, químico russo criador da tabela periódica.
- Ivan Pavlov. Ganhou o Prêmio Nobel de Medicina de 1904.